# Simona La Mantiaová
Simona La Mantiaová (italsky Simona La Mantia; * 14. dubna 1983, Palermo) je italská atletka, halová mistryně Evropy v trojskoku.

## Kariéra
Oba její rodiče se rovněž věnovali atletice. Matka Monica Mutschlechner se specializovala na střední tratě, zejména na osmistovku a otec Antonino La Mantia na steeplechase.
V roce 2003 získala stříbrnou medaili na evropském šampionátu do 23 let v Bydhošti. Na následujícím ME do 23 let v německém Erfurtě o dva roky později vybojovala výkonem 14,43 m zlatou medaili. V roce 2004 skončila jedenáctá na halovém MS v Budapešti a reprezentovala na letních olympijských hrách v Athénách, kde v kvalifikaci skončila těsně před branami finále, jako druhá nepostupující.
Po stagnujících sezónách 2007 – 2009, kdy v trojskoku nepřekonala čtrnáctimetrovou hranici, přišel rok 2010. V tomto roce se kvalifikovala na ME v atletice, které se konalo v Barceloně. V kvalifikaci sice nepřekonala potřebný limit 14,20 metru, který zaručoval jistý postup do finále, ale výkonem 14,16 m skončila na 10. místě a do dvanáctičlenného finále postoupila. V něm v první sérii skočila do vzdálenosti 14,56 m. Tímto výsledkem nakonec vybojovala stříbrnou medaili, když v dalších pokusech se již nezlepšila. Mistryní Evropy se stala Ukrajinka Olga Saladuchová, které k titulu stačil každý z jejich čtyř platných pokusů (14,62 m, 14,80 m, 14,81 m, 14,71 m). Bronz získala Světlana Bolšakovová z Belgie (14,55 m).
V roce 2011 se stala v Paříži halovou mistryní Evropy. Ve finále trojskoku si vytvořila skokem dlouhým 14,60 m nový halový osobní rekord. Zároveň se jednalo o nejlepší světový výkon halové sezóny roku 2011. na Mistrovství světa v atletice 2011 v jihokorejském Tegu neprošla kvalifikací.

### Osobní rekordy
- hala – 14,60 m – 5. března 2011, Paříž
- venku – 14,69 m – 22. května 2005, Palermo